# La vida de Chuck
La vida de Chuck (título original en inglés: The Life of Chuck) es una película de drama y ciencia ficción estadounidense de 2025 escrita y dirigida por Mike Flanagan. Está basada en la novela del mismo nombre de Stephen King, que se publicó en su libro recopilatorio de 2020 If It Bleeds. La película está protagonizada por Tom Hiddleston, Chiwetel Ejiofor, Karen Gillan, Mia Sara, Carl Lumbly, Benjamin Pajak, Jacob Tremblay y Mark Hamill. Su trama sigue los momentos formativos en la vida de Charles "Chuck" Krantz, narrados en orden cronológico inverso, desde su muerte coincidiendo con el fin del universo hasta su infancia y juventud.
La película tuvo su estreno en el Festival Internacional de Cine de Toronto el 6 de septiembre de 2024, donde ganó el premio People's Choice Award, y fue estrenada en cines selectos en los Estados Unidos por Neon el 6 de junio de 2025, antes de expandirse a nivel nacional el 13 de junio.

## Elenco
- Tom Hiddleston como Charles "Chuck" Krantz
  - Benjamin Pajak, Cody Flanagan y Jacob Tremblay interpretan versiones más jóvenes de Krantz
- Mark Hamill como Albie Krantz
- Chiwetel Ejiofor como Marty Anderson
- Karen Gillan como Felicia Gordon
- Taylor Gordon como Taylor Frank
- Mia Sara como Sarah Krantz
- Trinity Bliss como Cat McCoy
- Matthew Lillard como Gus
- Q'orianka Kilcher como Ginny Krantz
- Antonio Raul Corbo
- Harvey Guillén
- David Dastmalchian
- Kate Siegel como la señorita Richards
- Carl Lumbly como Sam Yarbrough
- Annalise Basso como Janice Halliday
- Samantha Sloyan como la señorita Rohrbacher
- Rahul Kohli como Bri
- Matt Biedel
- Sauriyan Sapkota
- Saidah Arrika Ekulona
- Michael Trucco
- Violet McGraw como Lily
- Molly Quinn
- Heather Langenkamp como Vera
- Nick Offerman como el narrador

## Producción
En julio de 2020, la novela de Stephen King The Life Of Chuck fue elegida por la productora de Darren Aronofsky, Protozoa Pictures. En mayo de 2023, se anunció una adaptación, con Tom Hiddleston y Mark Hamill como protagonistas para el director Mike Flanagan, quien anteriormente había dirigido adaptaciones de otras novelas de King, incluidas Gerald's Game (2017) y Doctor Sleep (2019); se dijo que la película coincidiría en tono con las adaptaciones cinematográficas dramáticas basadas en King, como Stand by Me (1986), The Shawshank Redemption (1994) y The Green Mile (1999).
El rodaje comenzó en Alabama durante la huelga SAG-AFTRA de 2023. En virtud de un acuerdo provisional con SAG-AFTRA en octubre, Deadline Hollywood informó que Chiwetel Ejiofor, Karen Gillan y Jacob Tremblay se unieron al elenco, y el propio Flanagan anunció el elenco completo unos días después. El rodaje finalizó el 16 de noviembre de 2023.
En diciembre de 2023, se reveló que Flanagan también trabajaría como editor, como lo había hecho en sus películas anteriores. En abril de 2024, se anunció que los hermanos Newton, colaboradores frecuentes de Flanagan, trabajarían como compositores.

## Estreno
La vida de Chuck se estrenó en el Festival Internacional de Cine de Toronto el 6 de septiembre de 2024. Más tarde ese mes, Neon adquirió sus derechos de distribución en Norteamérica para un estreno en cines en el verano de 2025. La película se estrenó en cines selectos de Estados Unidos el 6 de junio de 2025, antes de expandirse a nivel nacional el 13 de junio.

## Recepción
En el sitio web de reseñas Rotten Tomatoes, el 88 % de las 26 reseñas de los críticos son positivas, con una calificación promedio de 7,4/10. Metacritic, que utiliza un promedio ponderado, asignó a la película una puntuación de 66 sobre 100, basada en 9 críticos, lo que indica críticas "generalmente favorables".

## Reconocimientos
En el Festival Internacional de Cine de Toronto de 2024, la película fue ganadora sorpresa del People's Choice Award, generalmente considerado un precursor del éxito en los Premios de la Academia.